# Euonymus wrayi
Euonymus wrayi är en benvedsväxtart som beskrevs av King. Euonymus wrayi ingår i släktet Euonymus och familjen Celastraceae. Inga underarter finns listade.